# کلیسای جامع شهری لیورپول
کلیسای جامع شهری لیورپول (انگلیسی: Liverpool Metropolitan Cathedral) یک کلیسای جامع در شهر لیورپول، انگلستان است.
این کلیسا که به صورت دایره ساخته شده در سال ۱۹۶۷ تأسیس شده و دارای ۸۴٫۸۶ طول و ۵۹٫۴۳ متر قطر می‌باشد.

## نگارخانه

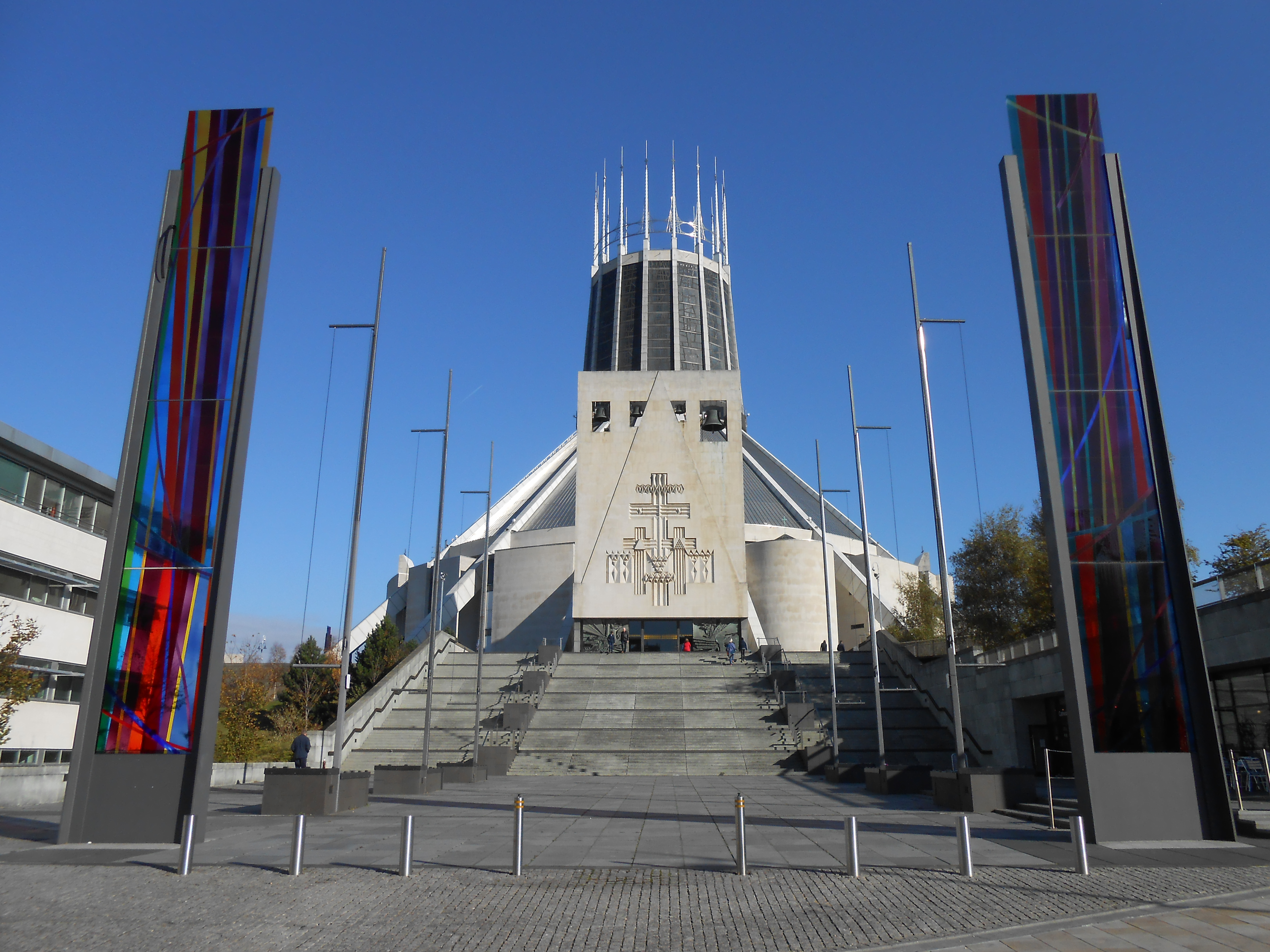
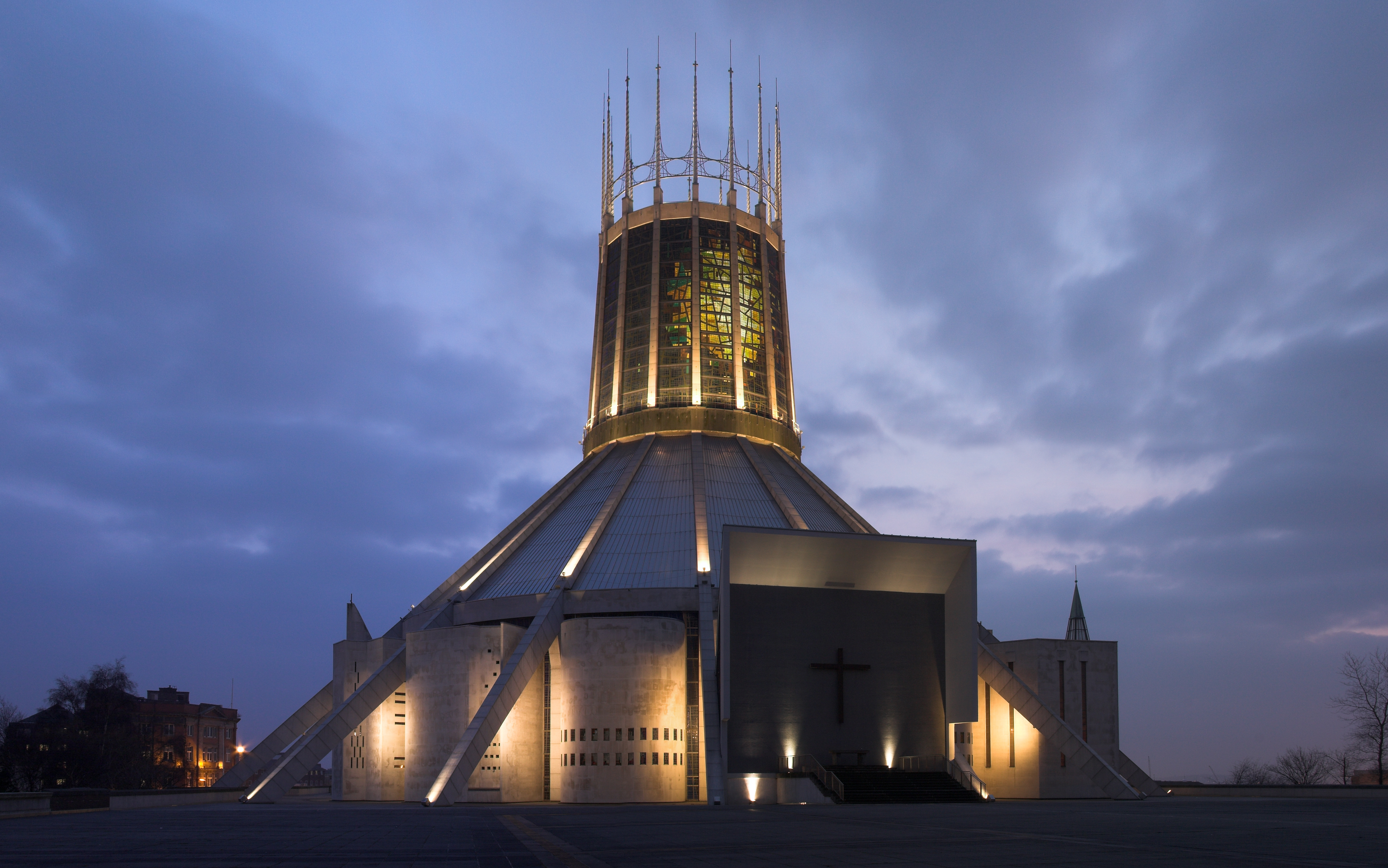
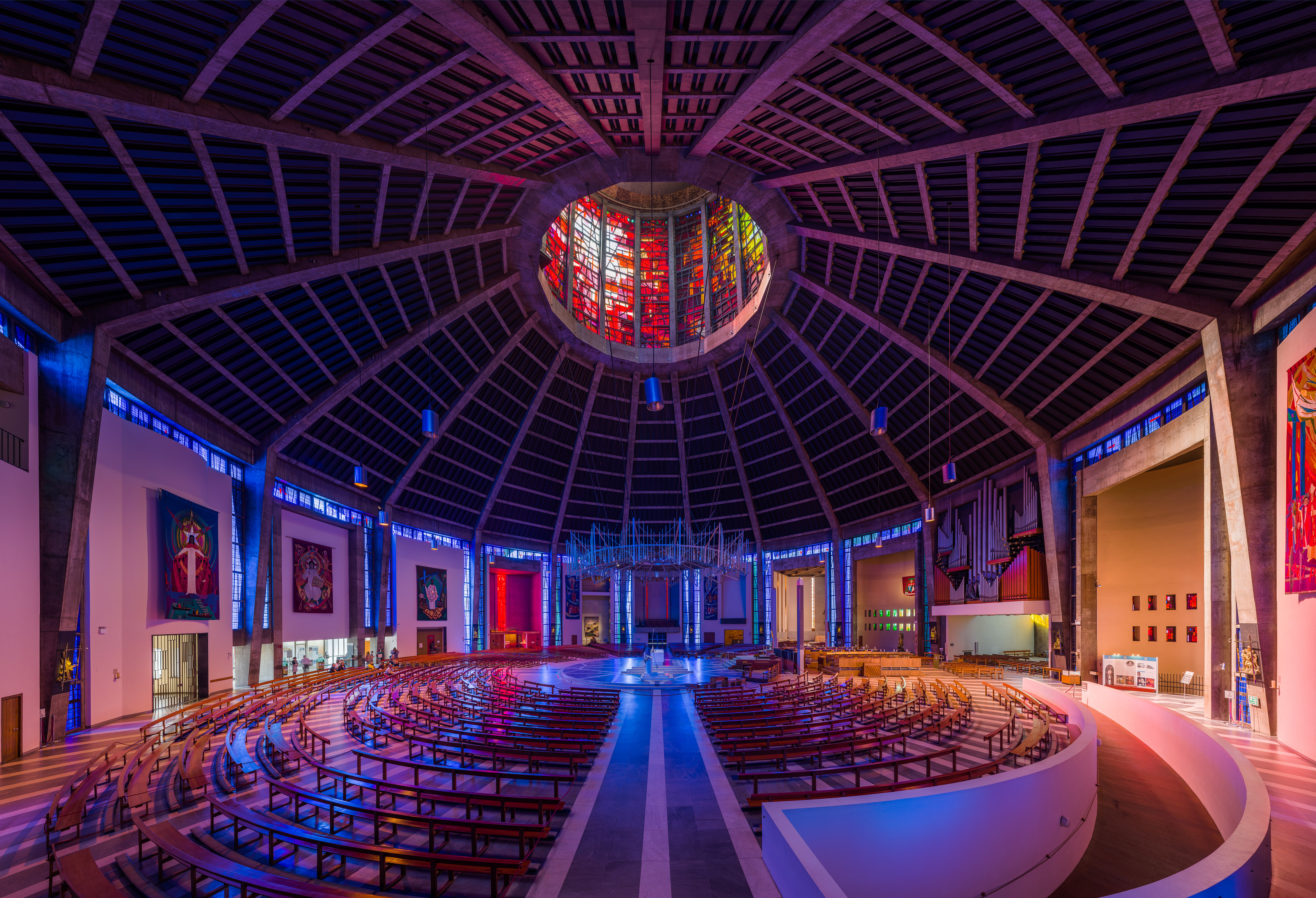
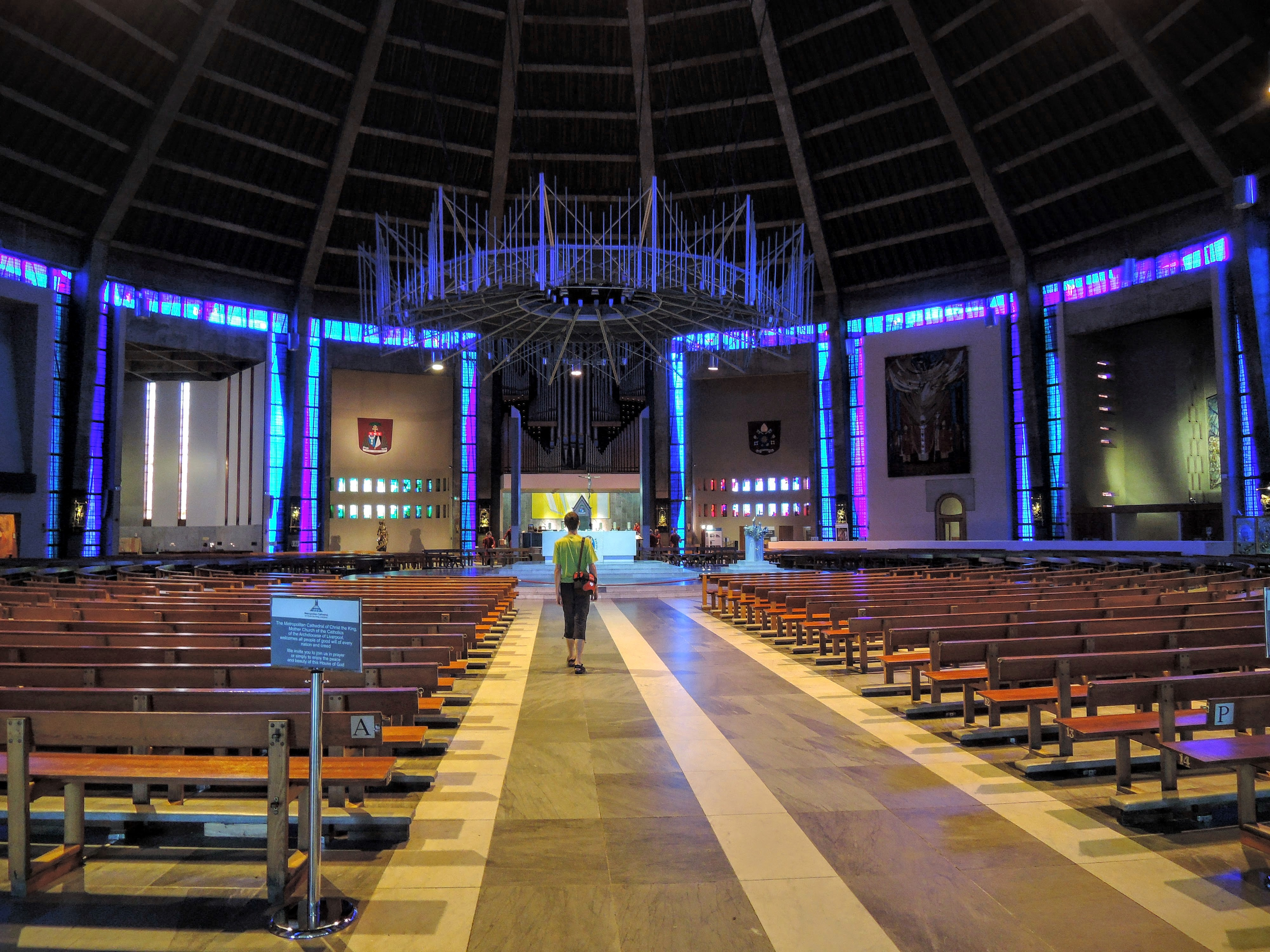
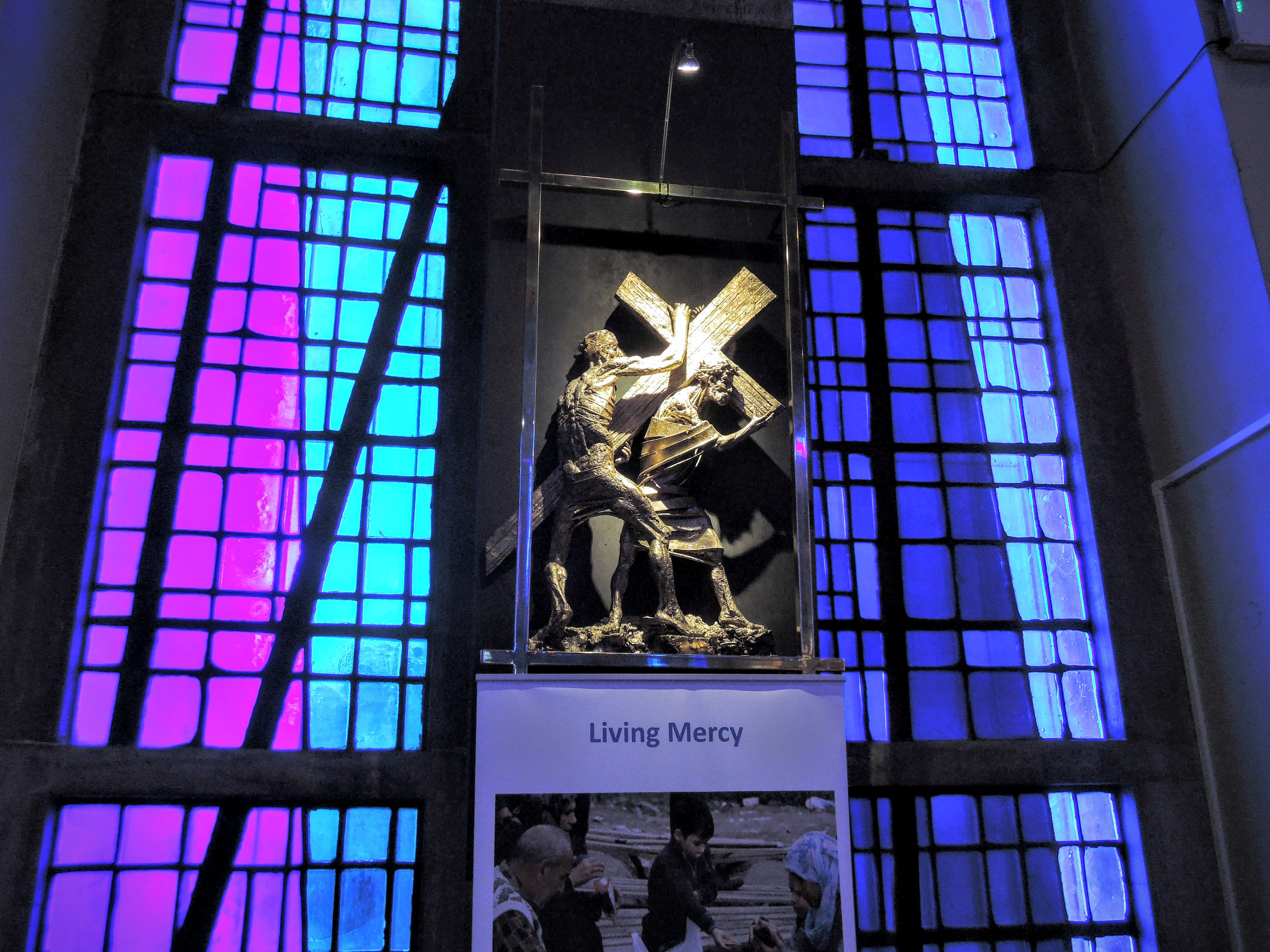